# 11238 Johanmaurits
11238 Johanmaurits (2044 P-L) là một tiểu hành tinh vành đai chính.